# Малпага (Бреша)
Малпага је насеље у Италији у округу Бреша, региону Ломбардија.
Према процени из 2011. у насељу је живело 690 становника. Насеље се налази на надморској висини од 71 м.